# Щепняг
Щепняг — деревня в Пашском сельском поселении Волховского района Ленинградской области.

## История

Земли деревни Щепняг на карте 1940 года

По данным 1966, 1973 и 1990 годов деревня Щепняг входила в состав Часовенского сельсовета Волховского района.
В 1997 году в деревне Щепняг Часовенской волости проживали 5 человек, в 2002 году — также 5 человек (русские — 83 %).
В 2007 году в деревне Щепняг Пашского СП — не было постоянного населения, в 2010 году — проживали 2 человека.

## География
Деревня расположена в северо-восточной части района на автодороге 41К-021 (Паша — Часовенское — Кайвакса).
Расстояние до административного центра поселения — 26 км.
Расстояние до ближайшей железнодорожной станции Паша — 27 км.
Деревня находится на правом берегу реки Паша.

## Демография
| 2002 | 2007 | 2010 | 2012 | 2017 |
| ---- | ---- | ---- | ---- | ---- |
| 6    | ↘0   | ↗2   | ↘0   | →0   |

### Национальный состав
Согласно данным Всероссийской переписи населения 2021 года в деревне проживали 2 человека, все русские.